# Lupin (patronyme)
Pour les articles homonymes, voir Lupin (homonymie).
Cette page présente le nom de famille Lupin ainsi que ses variantes.
Lupin est un nom de famille

## Étymologie
D'origine Lupi, vient du Seigneur et Quentin de la maison Lupi, seigneur de Sartène et Gouverneur de la Corse du Sud de 1042 à 1060[réf. nécessaire].

## Personnages de fiction portant ce patronyme
- Arsène Lupin, un célèbre cambrioleur.
- Remus Lupin, dans la saga Harry Potter.